# Gryon agile
Gryon agile är en stekelart som först beskrevs av William Harris Ashmead 1896.  Gryon agile ingår i släktet Gryon och familjen Scelionidae. Inga underarter finns listade i Catalogue of Life.